# イサック (漫画)
『イサック』は、原作：真刈信二、作画：DOUBLE-Sによる日本の漫画。『月刊アフタヌーン』（講談社）にて、2017年3月号から2025年6月号まで連載。

## ストーリー
1620年9月、カトリックとプロテスタントが血を流しあう三十年戦争の最中の欧州。そのプファルツ選帝侯領に現れた、一人の東洋人傭兵イサック。
祖国から遠く離れた地へは、カトリック側のスペイン軍に『目的の男』が居るという情報だけを頼りにオランダを経て、小さな城塞都市「フックスブルク」までやって来た。イサックの悲壮なまでの戦いが始まる。

## 主な登場人物
イサック
和名は猪佐久。堺では6歳から鉄砲鍛冶に養われ、弟子として育つ。大坂夏の陣へ参戦するも目的を果たせず、渡海する。バタヴィアで1年逗留した後、さらに約1年かけて船でオランダまでやって来た。
ゼッタ
カトリック軍による迫害から、鍛冶職人の祖父と逃れて来たプロテスタントの純真な少女。バイエルンからの道中に襲われたところで救ってくれた恩義もあって、イサックを慕うようになる。やがて負傷したイサックの助手を率先して務める。
文字こそ読めないものの、翌日の天候を読み、イサックへの風向きの助言で気を利かすなど聡明である。
ハインリッヒ
本名はハインリッヒ・フォン・ヴィッテルスバッハ。フリードリヒ5世の庶弟。生母が雑仕女だったために継承権が無いものの、その将として、戦士としての戦いぶりもあって、味方からはプリンツの敬称で呼ばれる。
イサックの戦いぶりを初見して以来、大いに認め、信頼を寄せる戦友。
フリードリヒ5世が鎮座する後方プラハを守る最前線の要衝「フックスブルク」を南方のスペインから守り続けることで、生母の安泰を約束されているという使命感をどこか心地よく感じている。
ロレンツォ
和名は錬蔵。堺で相弟子だったイサックから追われる「仇人」。優秀ではあったが、病的な鉄砲への執着心を見透かされたため、跡目から外されたことを鉄砲鍛冶の親方とイサックの会話の盗み聞きから知る。そこで、親方の娘しほりをたぶらかして『盡』と『信』と銘打たれた最新作の秘蔵火縄銃2挺を盗み出す際に、目撃の親方ともみ合うと致命傷を加えて『信』の1挺だけ強奪に成功して逐電。豊臣方に加わった。
大坂城が落ちた際、対峙するイサックに『信』を思うがまま使える戦乱の地を求めて、スペインと傭兵契約を結んで平戸から南蛮へ高飛びすると言い残し、またも逃亡した。
『盡』と『信』に隠された秘密を知っており、2挺を揃えたがっている。

## 書誌情報
- 真刈信二（原作） ・ DOUBLE-S（作画）『イサック』 講談社〈アフタヌーンKC〉、全19巻
  1. 2017年7月21日発行（同日発売[1][7]）、ISBN 978-4-06-388281-0
  2. 2017年11月22日発行（同日発売[8]）、ISBN 978-4-06-510346-3
  3. 2018年3月23日発行（同日発売[9]）、ISBN 978-4-06-511054-6
  4. 2018年7月23日発行（同日発売[10]）、ISBN 978-4-06-511980-8
  5. 2018年11月22日発行（同日発売[11]）、ISBN 978-4-06-513448-1
  6. 2019年4月23日発行（同日発売[12]）、ISBN 978-4-06-515192-1
  7. 2019年9月20日発行（同日発売[13]）、ISBN 978-4-06-516942-1
  8. 2020年2月21日発行（同日発売[14]）、ISBN 978-4-06-518449-3
  9. 2020年7月20日発行（同日発売[15]）、ISBN 978-4-06-511980-8
  10. 2021年1月21日発行（同日発売[16]）、ISBN 978-4-06-521987-4
  11. 2021年7月21日発行（同日発売[17]）、ISBN 978-4-06-523897-4
  12. 2022年1月21日発行（同日発売[18]）、ISBN 978-4-06-526463-8
  13. 2022年7月22日発行（同日発売[19]）、ISBN 978-4-06-528301-1
  14. 2022年12月22日発行（同日発売[20]）、ISBN 978-4-06-529787-2
  15. 2023年5月23日発行（同日発売[21]）、ISBN 978-4-06-531432-6
  16. 2023年11月22日発行（同日発売[22]）、ISBN 978-4-06-533623-6
  17. 2024年5月22日発行（同日発売[23]）、ISBN 978-4-06-535398-1
  18. 2024年11月21日発行（同日発売[24]）、ISBN 978-4-06-537504-4
  19. 2025年6月23日発行（同日発売[25]）、ISBN 978-4-06-539258-4